# Novos Baianos F.C.
Novos Baianos F.C., casualmente chamado de Novos Baianos Futebol Clube é o terceiro álbum de estúdio lançado pelo grupo Novos Baianos no ano de 1973 pela gravadora Continental.

## Álbum
Após saírem da gravadora Som Livre, se fixaram em um sítio de Jacarepaguá, onde gravaram com a continental o disco Novos Baianos F.C.. Neste sítio, viviam quase em anarquia, em pleno regime militar, dividindo-se entre futebol e música, o que fazia com que eles considerassem o grupo além de uma banda, um time de futebol. 
O disco traz uma regravação de "O Samba da Minha Terra" de Dorival Caymmi, e canções que apresentam vários outros gêneros brasileiros como frevo, baião, choro, samba e pitadas de rock n' roll.
Em 1973, foi gravado o documentário "Novos Baianos Futebol Clube" para uma emissora de TV alemã, retratando a rotina da banda em Jacarepaguá. No documentário, os membros da banda são flagrados em ações corriqueiras, jogando futebol, cuidando de crianças e compondo.

## Recepção
O álbum é considerado um dos melhores do grupo por grande parte dos fãs. Chegou na época do auge do grupo, embalado por seu antecessor Acabou Chorare. É considerado também uma das maiores inovações musicais da música brasileira.

## Faixas
1. "Sorrir e cantar como Bahia" (Luiz Galvão / Moraes Moreira) – 3:37
2. "Só se não for Brasileiro Nessa Hora" (Luiz Galvão / Moraes Moreira) – 3:28
3. "Cosmos e Damião" (Galvão / Moreira) – 4:07
4. "O Samba da minha Terra" (Dorival Caymmi) – 3:29
5. "Vagabundo não é Fácil" (Galvão / Moreira) – 5:06
6. "Com qualquer Dois Mil Réis" (Galvão / Pepeu Gomes / Moraes Moreira) – 3:26
7. "Os Pingo da Chuva" (Galvão / Pepeu Gomes / Moreira) – 4:10
8. "Quando você Chegar" (Galvão / Moreira) – 3:19
9. "Alimente" (Jorginho Gomes / P. Gomes) – 4:44
10. "Dagmar" (Moreira) – 2:31

## Créditos
- Moraes Moreira – vocal, violão base, percussão, arranjos, compositor
- Paulinho Boca de Cantor – vocal, percussão
- Baby Consuelo – vocal, pandeiro
- Pepeu Gomes – guitarra, violão solo
- Jorginho Gomes – bateria, cavaquinho
- Dadi – baixo
- Baixinho – percussão
- Bolacha – percussão
- Luiz Galvão – letras